# 陈振康 (1932年)
陈振康（1932年4月—），男，汉族，浙江鄞县人，中华人民共和国政治人物，曾任长春市人民政府市长，吉林省人大常委会副主任。